# Honda série RC

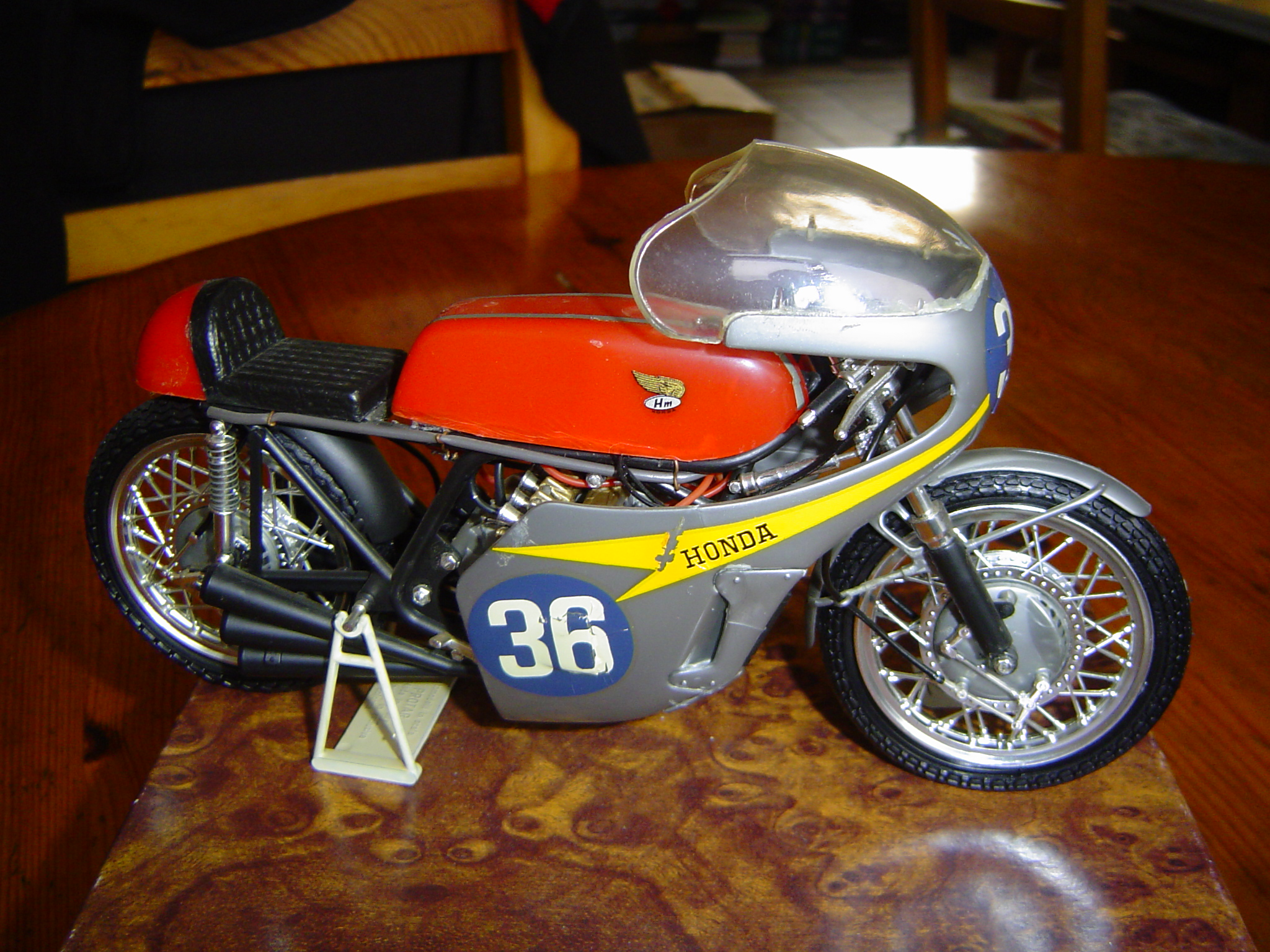
Honda RC 174.

La Honda série RC est une série de motos fabriquées par le constructeur japonais Honda, dont le premier modèle date de 1958, qui compte plus de trente modèles différents et qui possède un moteur à quatre temps.

## SérieStreet Bikes
| Modèle          | Années de production | Architecture moteur | Cylindrée (cm3) |
| --------------- | -------------------- | ------------------- | --------------- |
| RC30            | 1987-1993            | V4                  | 748,1           |
| RC45            | 1994-1999            | V4                  | 749,2           |
| RC51 (RVT1000R) | 2000-2006            | V2                  | 999             |

## Séries RC Machines officielles
| Modèle  | Années de production | Architecture moteur  | Cylindrée (cm3) |
| ------- | -------------------- | -------------------- | --------------- |
| RC71    | 1958                 | Bicylindre en ligne  | 247,33          |
| RC112   | 1962                 | Bicylindre en ligne  | 49,61           |
| RC113   | 1963                 | Bicylindre en ligne  | 49,61           |
| RC114   | 19??                 | Bicylindre en ligne  | 49,61           |
| 2RC114  | 19??                 | ?                    |                 |
| RC115   | 1965                 | Bicylindre en ligne  | 49,75           |
| RC116   | 1966                 | Bicylindre en ligne  | 49,77           |
| RC142   | 1959                 | Bicylindre en ligne  | 124,68          |
| RC143   | 1960                 | Bicylindre en ligne  | 124,68          |
| 2RC143  | 1961                 | Bicylindre en ligne  | 124,68          |
| RC145   | 1962                 | Bicylindre en ligne  | 124,68          |
| RC146   | 1963                 | 4 cylindres en ligne | 123,15          |
| 2RC146  | 1964                 | 4 cylindres en ligne | 123,15          |
| RC148   | 19??                 | 5 cylindres en ligne | 124,02          |
| RC149   | 1966                 | 5 cylindres en ligne | 124,42          |
| RC160   | 1959                 | 4 cylindres en ligne | 249,37          |
| RC161   | 1960                 | 4 cylindres en ligne | 249,37          |
| RC162   | 1961                 | 4 cylindres en ligne | 249,37          |
| RC163   | 1962                 | 4 cylindres en ligne | 249,37          |
| RC164   | 1963                 | 4 cylindres en ligne | 249,3           |
| RC166   | 1966                 | 6 cylindres en ligne | 249,42          |
| RC171   | 1962                 | 4 cylindres en ligne | 339,43          |
| RC174   | 1967                 | 6 cylindres en ligne | 297,06          |
| RC181   | 1967                 | 4 cylindres en ligne | 499,6           |
| RCB1000 | 1976                 | 4 cylindres en ligne | 997,48          |
| RC211V  | 2001-2006            | V5                   | 990             |
| RC212V  | 2007-2011            | V4                   | 800             |
| RC213V  | 2012-                | V4                   | 1000            |

Signification du nom « RC211V » et des suivants :
- RC signifie moteur 4 temps Honda ;
- 211 signifie 1re moto du XXIe siècle et ainsi de suite pour les autres modèles ;
- V signifie moteur en V.